# Бог: невдала гіпотеза
«Бог: невдала гіпотеза» (англ. God: The Failed Hypothesis) — науково-популярна книга американського фізика Віктора Стенджера, що вийшла у 2007 році, в якій від стверджує, що не існує
доказів буття Бога та що існування бога є неможливим. Книга містить логічні докази неіснування Бога та наукові аргументи проти існування Бога.

## Види доказів неіснування бога
Віктор Стенджер виділяє докази, що базуються:
- на суперечливості у визначенні поняття «Бог»;
- на невідповідності між існуванням Бога та існуванням зла;
- на невідповідності між властивостями Бога і конкретним релігійним віровченням, розповіддю чи вченням про Бога;
- на суперечливості між двома або кількома властивостями Бога;
- на суперечливості в межах однієї властивості Бога.

## Відгуки
Девід Лудден з американського журналу Skeptic пише:
Стенджер викладає докази на основі космології, фізики частинок та квантової механіки, які показують, що Всесвіт був би точно таким і без творця.
Лудден вважає, що
… у всіх вільнодумних людей повинні стояти ці дві кинжки («Бог: невдала гіпотеза» та «Бог як ілюзія») поряд на книжковій полиці".